# Lista över Jugoslaviens presidenter
Jugoslaviens president tillträdde under den socialistiska tiden i normalfallet den 15 maj ett år och avgick den 15 maj nästföljande år, medan tiden utökades med flera år i Förbundsrepubliken Jugoslavien. I listan nedan anges endast årtal om presidentens ämbetsperiod inte avvek från detta.

## Socialistiska federative republiken Jugoslaviens presidenter
- Lazar Koliševski (4 maj – 15 maj 1980)
- Cvijetin Mijatović (1980–1981)
- Sergej Kraigher (1981–1982)
- Petar Stambolić (1982–1983)
- Mika Špiljak (1983–1984)
- Veselin Đuranović (1984–1985)
- Radovan Vlajković[1] (1985–1986)
- Sinan Hasani (1986–1987)
- Lazar Mojsov[2] (1987–1988)
- Raif Dizdarević (1988–1998)
- Janez Drnovšek (1989–1990)
- Borisav Jović (1990–1991)
- Sejdo Bajramović (tillförordnad 15 maj – 30 juni 1991)
- Stjepan "Stipe" Mesić (30 juni – 5 december 1991; även Kroatiens president 2000–2010)
- Branko Kostić (tillförordnad 5 december 1991 – 15 juni 1992)

## Förbundsrepubliken Jugoslaviens presidenter
- Dobrica Ćosić (15 juni 1992 – 1 juni 1993)
- Zoran Lilić (25 juni 1993 – 25 juni 1997)
- Slobodan Milošević (23 juli 1997 – 7 oktober 2000)
- Vojislav Koštunica (7 oktober 2000 – 7 mars 2003)